# Stazione di Paese-Castagnole
Stazione di Paese-Castagnole vasútállomás Olaszországban, Veneto régióban, Paese településen.

## Vasútvonalak
Az állomást az alábbi vasútvonalak érintik:
- Belluno–Feltre–Treviso-vasútvonal

## Kapcsolódó állomások
A vasútállomáshoz az alábbi állomások vannak a legközelebb: 
- Stazione di Postioma
- Stazione di Treviso Porta Santi Quaranta (Stazione di Treviso Centrale)